# 스콧 켈리
스콧 조셉 켈리(영어: Scott Joseph Kelly, 1964년 2월 21일 ~ )는 미국의 우주비행사다. 해군 대령으로 전역했다.

## 해군 경력
1987년 5월 뉴욕 주립 대학교 해양 대학을 졸업하고 해군 ROTC로 임관했다. 1989년 7월 해군 전투기 조종사가 되었다. F-14, F-18, KC-130 공중급유기 등을 조종했으며, 48세인 2012년 6월 1일, 25년간 복무를 마치고 미국 해군에서 해군 대령으로 전역하고, 민간인 신분의 우주비행사가 되었다.

## NASA 경력
32세인 1996년 4월에 NASA 우주비행사로 선택되었으며, 8월 존슨 우주 센터에 들어가 우주비행사 훈련을 받았다. 1999년 12월 20일 디스커버리 우주왕복선을 타고 허블 우주망원경을 수리하는 STS-103 임무를 수행했다. 최초의 우주비행이다.

## 국제우주정거장 1년 우주 체류 임무
2012년 11월, 미국 NASA, 러시아 로스코스모스는 미국, 러시아 각 1명의 베테랑 우주비행사를 선정해, 국제우주정거장에서 1년간 체류하여 신체적 변화를 관찰하는 실험을 하기로 결정했다. 미국은 스콧 켈리, 러시아는 미카일 코르니엔코 우주비행사가 선정되었다.
2015년 3월 27일 켈리와 코르니엔코는 바이코누르 우주기지에서 소유스-TMA-16M 우주선을 타고 국제우주정거장에 도착했다. 미국시간 2016년 3월 1일, 켈리와 코르니엔코는 세르게이 볼코프 선장과 함께 소유스-TMA-18M을 타고 카자흐스탄에 착륙했다.
스콧 켈리의 가장 중요한 임무는 중력이 거의 없고 우주 방사선이 많은 우주공간에 장시간 노출될 경우 신체에 어떤 변화가 생기는지의 데이터를 수집하는 것이었다. 스콧은 지구에 있을 때보다 평균 10배에 달하는 방사능에 노출돼 있었으며, 이 때문에 치명적인 암에 걸릴 위험이 몇 배 높았다.
켈리의 실험 데이터는 유인화성탐사를 위해 사용될 것이다.